# Alsergrund
Alsergrund ( [ˈalzɐˌɡʀʊnt]) je název devátého vídeňského městského okresu, který vznikl roku 1850 sloučením sedmi předměstí severozápadně od prvního městského okresu (Vnitřní město, Innere Stadt). Území je vymezeno na východě dunajským kanálem (Donaukanal) a úsekem Ringstraße, na západě úsekem dopravního okruhu zvaného Wiener Gürtel Straße a na jihu ulicemi Maria-Theresien-Straße, Universitätsstraße a Alser Straße.

## Dějiny
V římských dobách protínala území silnice vedoucí podle valu chránícího severní hranici. Stálé osídlení se datuje od 12. století, kdy byl v oblasti založen špitál. Území bylo ve vlastnictví klášterů, obyvatelstvo se živilo zemědělstvím, vinařstvím a rybolovem. Za válek s Osmanskou říší, zvláště při dvojím obléhání Vídně, bylo toto území až do konce 17. století opakovaně ničeno a jeho osídlení vždy znovu obnovováno. V 18. a 19. století začal prudce stoupat počet obyvatel, na území vyrostlo několik manufaktur a cihelen, následně i kostelů. V roce 1784 byla na území okresu založena vídeňská Všeobecná nemocnice. Během revoluce roku 1848 byl Alsergrund jedním z center dění.
Roku 1850 bylo sedm obcí (Alservorstadt, Althangrund, Himmelpfortgrund, Lichtental, Michelbeuren, Roßau, Thurygrund) sloučeno do okresu Alsergrund a připojeno k Vídni. Během druhé poloviny 19. století vyrostla městská zástavba do podoby, která se v zásadě zachovala dodnes. Do nástupu nacismu tvořili asi 1/4 obyvatelstva okresu Židé, kteří byli během 30. a 40. let vyhnáni nebo povražděni. Na konci války byla velká část Alsergrundu poškozena, na místě zničených budov vznikla řada obecních nájemních domů.

## Obyvatelstvo
Počet obyvatel v době založení okresu (1850) přesahoval 50 000, roku 1869 čítal Alsergrund už 66 000 a vrcholu dosáhl v roce 1910, kdy na území žilo 112 000 obyvatel. První významný pokles nastal ve 30. a 40. letech, kdy bylo zlikvidováno židovské obyvatelstvo, propad pokračoval i v 2. polovině 20. století. V posledních letech se počet obyvatel stabilizoval pod hranicí 40 000. Díky své poloze i IX. okres zachovává nadprůměrný podíl studentů (16,3%).
Asi čtvrtina obyvatel Alsergrundu se nenarodila v Rakousku. Příslušníci menšin hovoří nejčastěji srbsky (6,1 %), turecky (3 %) a chorvatsky (2,6 %).
Polovina obyvatel se hlásí k římskokatolickému vyznání, 6,2 % k islámu, 5,9 % k pravoslavné církvi, 4,9 % k evangelíkům. Čtvrtina obyvatel je bez vyznání a 6,6 % náboženství neuvedlo. V rámci Vídně zůstává Alsergrund dodnes obvodem s největším podílem obyvatel židovského vyznání (0,7 %).

## Politika
V čele samosprávy se od konce druhé světové válce až do devadesátých let střídaly SPÖ a ÖVP. Poté nastal výrazný vzestup Zelených, kteří jsou nyní po SPÖ druhou nejsilnější stranou.

## Služby
Dopravní obslužnost IX. okresu zajišťuje devět stanic metra na jeho obvodu (linky U6, U4, U3), území dále protíná několik tramvajových tratí i autobusová linka. Franz-Joseph-Bahnhof na severu Alsergrundu je východiskem vlakových tratí do severozápadní části Rakouska. Automobilová doprava se soustřeďuje především na komunikace po obvodu okresu (Gürtel, Ringstraße, pás ulic na hranici s městským okresem Josefstadt. Vnitřními tepnami obvodu jsou Liechtensteinstraße, Nußdorferstraße, Währingerstraße, Alserstraße, Alserbachstraße, Porzellangasse a Spitalgasse.
Alsergrund je sídlem několika vysokých škol. V severní části obvodu se nachází Wirtschaftsuniversität Wien, jedna z největších hospodářských univerzit v Evropě. V okrese sídlí Lékařská univerzita, v budovách staré Všeobecné nemocnice se nyní nachází kampus Vídeňské univerzity. K nejznámějším alsegrundským středním školám patří Lycée Français de Vienne.
Všeobecná nemocnice v jižní části okresu je centrem vídeňského zdravotnictví. Obvod byl již před staletími spolu se sousedním Josephstadtem označován jako čtvrť lékařů. Nedaleko Všeobecné nemocnice se nachází Dětská nemocnice svaté Anny.

## Kultura

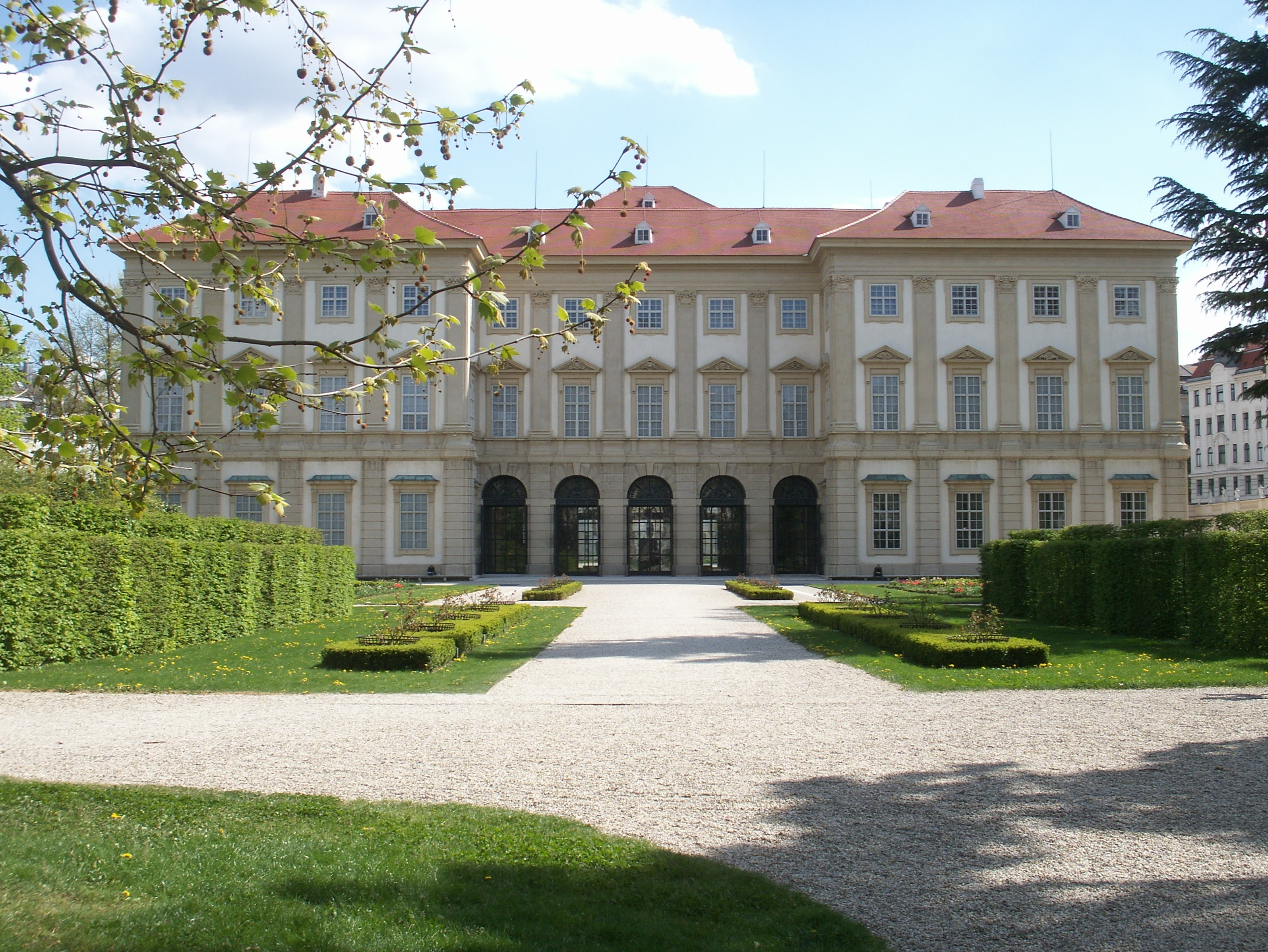
Zahradní průčelí Lichtenštejnského paláce v Roßau

V obvodu se nachází řada divadelních scén, z nichž nejznámější je Volksoper .

### Muzea
- Lichtenštejnský palác, sídlí v něm Lichtenštejnské muzeum ,  Roßau. Představuje umělecké sbírky knížecí rodiny Lichtenštejna s důrazem na období baroka; svah mezi Liechtensteinstraße a Währingerstraße překonává několik schodišť.
- Muzeum Sigmunda Freuda v jeho domě s ordinací
- Narrenturm (Patologicko-anatomické muzeum) - nejstarší ústav pro léčbu duševních chorob na světě
- Muzeum Franze Schuberta v jeho rodném domě
- Muzeum peněz v  sídle Rakouské národní banky
- Muzea medicíny - v budovách bývalé lékařské fakulty (Josephinum) a jejím okolí: Patologicko-anatomické muzeum, Zubařské muzeum, Farmaceutické muzeum, Muzeum dějin lékařství a Muzeum soudní medicíny.

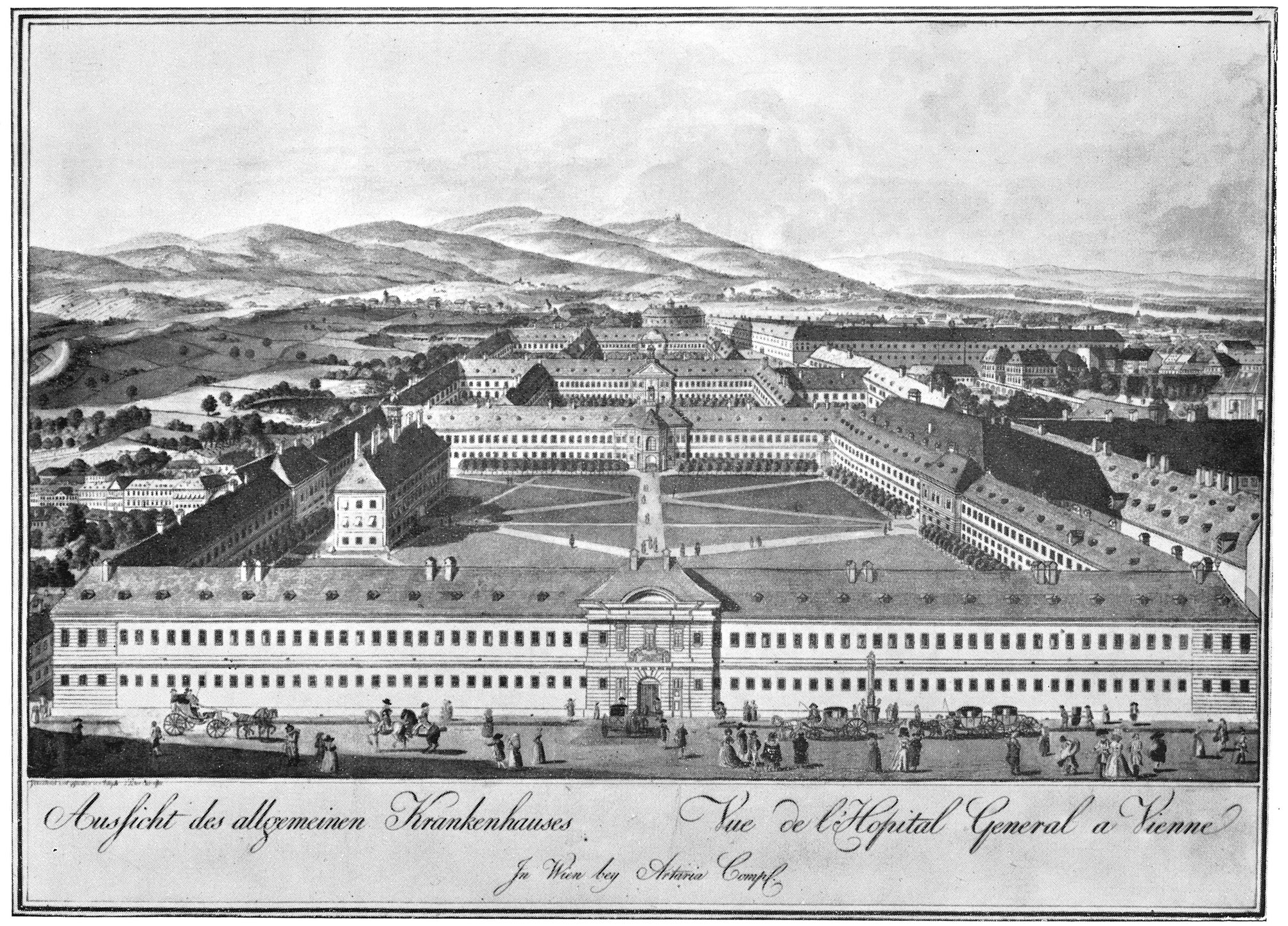
Bývalá všeobecná nemocnice z roku 1784, nyní campus Vídeňské univerzity

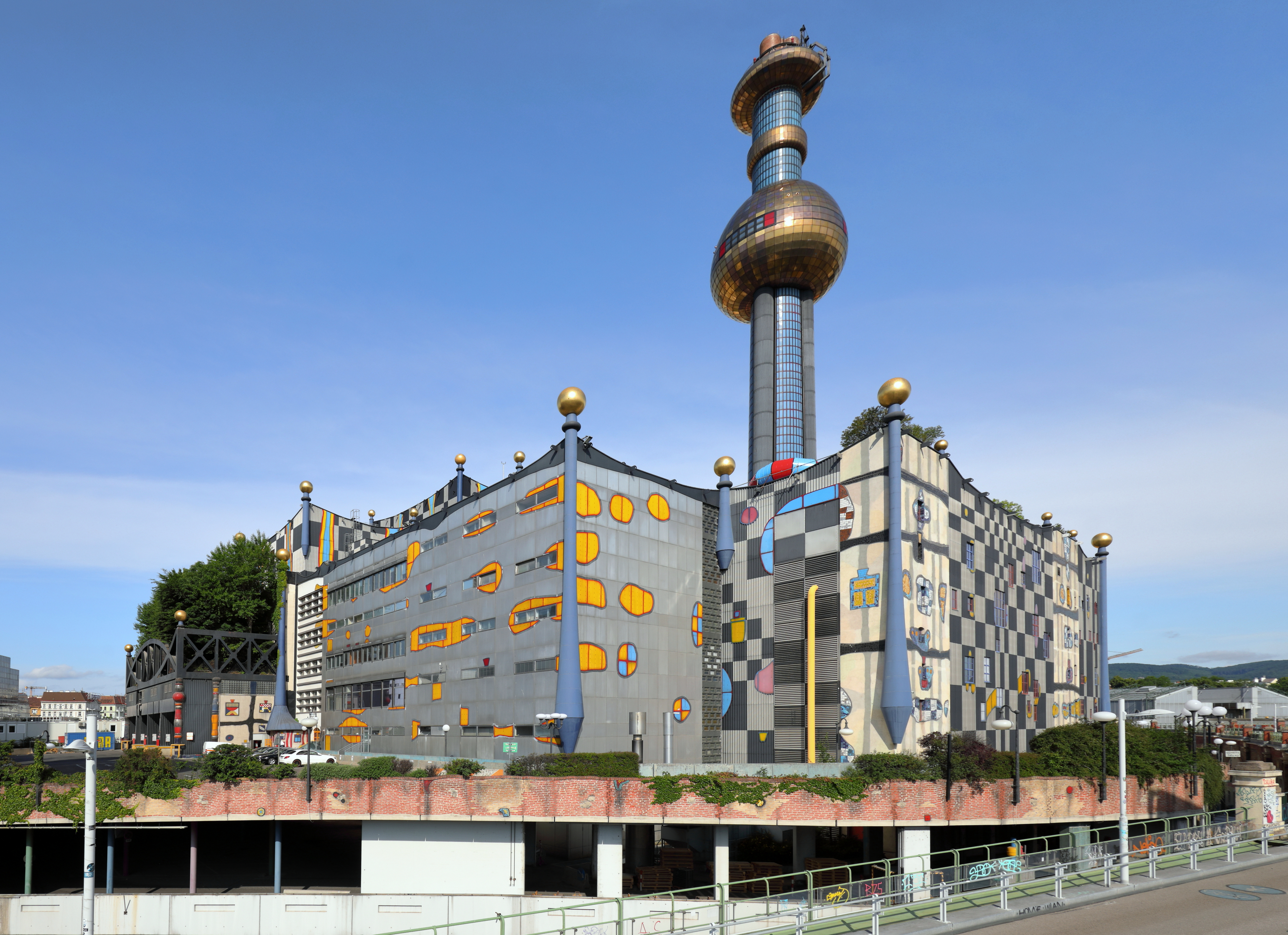
Městská teplárna a spalovna ve Spittelau přestavěná podle projektu Friedensreicha Hundertwassera

### Památky
- Votivní kostel, projektoval architekt Heinrich von Ferstel (1863); postaven jako dík za odvrácení atentátu na císaře Františka Josefa I.
- Lichtenthalský kostel Čtrnácti svatých pomocníků, známý působením Franze Schuberta
- Clam-Gallasovský palác s anglickou zahradou
- Bývalá Všeobecná nemocnice, nyní campus Vídeňské univerzity
- Palác Strudelhof (dnes hotel),
- Městská spalovna a teplárna se zlatou kupolí, podle projektu Friedensreicha Hunderwassera, (1987); dominata severní části okresu

### Parky
- Největší v okrese je Park Sigmunda Freuda u Votivkirche,
- Park Arne Karlssona
- zahrada Lichtenštejnského paláce,  přístupná veřejnosti.

## Rodáci a známí obyvatelé
- Rudolf von Alt – malíř
- Ludwig van Beethoven – hudební skladatel
- Heimito von Doderer – spisovatel
- Sigmund Freud – psycholog
- Erich Fried – básník
- Theodor Herzl – zakladatel sionismu
- Franz Matsch – malíř a sochař
- Karel Kramář – český politik
- Vojtěch Eduard Šaff – český sochař
- Leo Perutz – spisovatel
- Arnold Schönberg – hudební skladatel a teoretik, malíř a básník
- Arthur Schnitzler – dramatik
- Franz Schubert – hudební skladatel